# Armand Bour
Armand Bour (7 de junio de 1868 – 23 de mayo de 1945) fue un actor y director teatral y cinematográfico de nacionalidad francesa. 

## Biografía
Nacido en Lille, Francia, su verdadero nombre era Anatole Julien Bour. Formado en el movimiento teatral Théâtre-Libre de André Antoine, fundó el Teatro Victor Hugo, que más adelante pasaría a llamarse Le Trianon. En octubre de 1902 formó el Théâtre d'Art International junto a Georges Lieussou en el antiguo Théâtre d'Application, conocido también como La Bodinière. En 1905 organizó representaciones del Théâtre des Poètes (o Théâtre idéaliste) en el Théâtre des Bouffes-Parisiens.
Armand Bour falleció en París, Francia, en 1945. Había estado casado con la actriz Gina Barbieri, que formaba parte de la troupe de Jacques Copeau.

## Teatro

### Autor
- Pendant la bataille, comedia dramática en 1 acto, 1915
- Le Règne de Messaline, pieza en 4 actos, 25 de mayo de 1920, Théâtre des Variétés
- La Foi nouvelle, pieza en 4 actos, 1921

### Actor
- 1902 : Le Triomphe, de Roberto Bracco, escenografía de Armand Bour, Théâtre d'Art International
- 1903 : Jeunesse, de Max Halbe, escenografía de Armand Bour, Théâtre d'Art International
- 1903 : Les Rozeno, de Camillo Antona Traversi, escenografía de Armand Bour, Théâtre d'Art International
- 1903 : Don Pietro Caruso, de Roberto Bracco, escenografía de Armand Bour, Théâtre d'Art International
- 1903 : Cadet Roussel, de Jacques Richepin, Le Trianon
- 1904 : Le Chevalier de la Longue Figure (Don Quichotte), de Jacques Le Lorrain, Le Trianon
- 1904 : Rabelais, de Albert du Bois, Théâtre des Bouffes-Parisiens
- 1905 : Cadet Roussel, de Jacques Richepin, Théâtre des Bouffes-Parisiens
- 1908 : La Femme nue, de Henry Bataille, Teatro de la Renaissance
- 1908 : Parmi les pierres, de Hermann Sudermann, Teatro del Odéon
- 1908 : Les Âmes ennemies, de Paul Hyacinthe Loyson,
- 1909 : Poil de carotte, de Jules Renard, Teatro del Odéon
- 1909 : Le Scandale, de Henry Bataille, Teatro de la Renaissance
- 1908 : Le Sculpteur des masques, de Fernand Crommelynck
- 1910 : La Vierge folle, de Henry Bataille, Théâtre du Gymnase Marie-Bell
- 1911 : L'Enfant de l'amour, de Henry Bataille, Teatro de la Porte Saint-Martin
- 1911 : La Flambée, de Henry Kistemaeckers, Teatro de la Porte Saint-Martin
- 1912 : La Crise, de Paul Bourget y André Beaunier, Teatro de la Porte Saint-Martin
- 1913 : La Saignée, de Lucien Descaves y Fernand Nozière, Teatro del Ambigu-Comique
- 1913 : Le Ruisseau, de Pierre Wolff, Teatro de la Porte Saint-Martin
- 1913 : Mon ami l'assassin, de Serge Basset y Antoine Yvan, Teatro del Ambigu-Comique
- 1914 : L'Épervier, de Francis de Croisset, Teatro del Ambigu-Comique
- 1918 : Notre image, de Henry Bataille, escenografía de Armand Bour, Théâtre de Paris
- 1920 : Le Règne de Messaline, de Armand Bour, Théâtre des Variétés
- 1921 : La Tendresse, de Henry Bataille, Teatro du Vaudeville
- 1922 : L'Avocat, de Eugène Brieux, escenografía de Victor Silvestre, Teatro du Vaudeville
- 1932 : Plus jamais ça !, de Fred Angermayer, escenografía de Georges Pitoëff, Teatro de l'Avenue
- Philoctète, de André Gide

### Director
- 1895 : L'Automne, de Paul Adam y Gabriel Mourey
- 1902 : Le Triomphe, de Roberto Bracco, y Le Voyage de Sganarelle au pays de Philosophie, de Ludwig Holberg, Théâtre d'Art International
- 1902 : Alleluia, de Marco Praga, Théâtre d'Art International
- 1902 : L'École du déshonneur, de Rovetta, Théâtre d'Art International
- 1902 : Par une belle nuit !, de Sabatino Lopez, Théâtre d'Art International
- 1902 : Infidèle, de Roberto Bracco, Théâtre d'Art International
- 1903 : Jeunesse, de Max Halbe, Théâtre d'Art International
- 1903 : Les Rozeno, de Camillo Antona Traversi, Théâtre d'Art International
- 1903 : Don Pietro Caruso, de Roberto Bracco, Théâtre d'Art International
- 1903 : Lucifer, de Enrico Annibale Butti, Théâtre d'Art International
- 1904 : L'Embarquement pour Cythère, de Émile Veyrin, Théâtre des Bouffes-Parisiens
- 1904 : La Fin de l'amour, de Roberto Bracco, Théâtre des Bouffes-Parisiens
- 1905 : Les Merlereau, de Georges Berr, Théâtre des Bouffes-Parisiens
- 1905 : Le Talisman, de Louis Marsolleau, Théâtre des Bouffes-Parisiens
- 1905 : Phyllis, de Paul Souchon, Théâtre des Bouffes-Parisiens
- 1907 : Le Grand Soir, de Leopold Kampf, Teatro Hébertot
- 1908 : Le Sculpteur des masques, de Fernand Crommelynck, Théâtre du Gymnase Marie-Bell
- 1911 : Le Martyre de saint Sébastien, de Gabriele D'Annunzio, música de Claude Debussy, Teatro del Chatelet
- 1918 : Notre image, de Henry Bataille, Théâtre de Paris
- 1926 : Le Dernier Empereur, de Jean-Richard Bloch, Teatro del Odéon
- Le Chant dans la prison, de Upton Sinclair

## Cine

### Actor
- 1909 : La Victime, de Charles Decroix
- 1910 : Pour l'honneur, de Albert Capellani
- 1910 : Le Sculpteur de masques (anónima)
- 1912 : Ursule Mirouët (anónima)
- 1915 : Pendant la bataille, de Henry Krauss, también guion
- 1918 : L'Affaire du château de Latran, de Armand Bour, también guion
- 1919 : Dans les ténèbres, de Théo Bergerat
- 1921 : La Terre, de André Antoine
- 1923 : L'homme du train 117, de Charles Maudru
- 1928 : L'Argent, de Marcel L'Herbier
- 1930 : Au Bonheur des Dames, de Julien Duvivier
- 1930 : Le Refuge, de Léon Mathot
- 1931 : Coquecigrole, de André Berthomieu
- 1932 : La Femme nue, de Jean-Paul Paulin
- 1934 : L'Enfant du carnaval, de Alexandre Volkoff
- 1934 : L'Oncle de Pékin, de Jacques Damont
- 1936 : Jeunes filles de Paris, de Claude Vermorel

### Director
- 1909 : Le Baiser de Judas (codirigida con André Calmettes)
- 1916 : De l'amour à la mort
- 1918 : L'Affaire du château de Latran